# Paraleucogobio
Paraleucogobio is een geslacht van straalvinnige vissen uit de familie van karpers (Cyprinidae).

## Soort
- Paraleucogobio notacanthus Berg, 1907